# Dani Kouyaté
Pour les articles homonymes, voir Kouyaté.
Dani Kouyaté est un griot et un réalisateur burkinabè, né le 4 juin 1961 à Bobo-Dioulasso (Burkina Faso). Il est couronné Étalon d’or de Yennenga lors de la 29e édition du FESPACO avec son films Katanga, la danse des scorpions. 

## Biographie

### Jeunesse et famille
Né dans une famille de griots, fils de l'acteur Sotigui Kouyaté, frère du conteur Hassane Kassi Kouyaté et de l'acteur Mabô Kouyaté.
Il grandit entre Ouagadougou et Bobo-Dioulasso. Dans les années 1970, il passe ses vacances scolaires chez ses grands-parents dans la ville de Bobo-Dioulasso, où il retrouve ses camarades. Cette période est marquée par des activités créatives telles que la fabrication artisanale de jouets, la chasse d’insectes et de petits animaux, ainsi que des moments festifs autour des tourne-disques et des vinyles, notamment sur le morceau Kaful Mayay de Tabu Ley Rochereau, tube de l’époque. En parallèle à ses activités, Dani Kouyaté est enseignant à l’Université d’Uppsala, en Suède, au département d’Anthropologie culturelle et d’Ethnologie, ainsi qu’au Wiks Folkhögskola, où il dispense des cours de cinéma et de théâtre.

### Formation
Dani Kouyaté fait des études de cinéma d’abord à Ouagadougou à l'Institut africain d'études cinématographiques puis à Paris où il obtient un diplôme d’études approfondies (DEA) en cinéma à l’Université Paris 8. Il est également diplômé de l'École internationale d'anthropologie de Paris.

## Carrière
En 1989, il réalise avec Issa Traoré de Brahima son premier film Bilakoro, avant de tourner avec Philippe Baqué Tobbere Kossam en 1991, suivi l’année suivante du court métrage Les Larmes sacrées du crocodile.
En 1992, il s'associe avec Issa Traoré de Brahima et Sékou Traoré pour fonder la maison de production Sahélis.
En 1995, il réalise son premier long-métrage, Keïta ! L'Héritage du griot, s’appuyant sur l’épopée de Soundiata. Après avoir travaillé pour la télévision, Dani Kouyaté sort son second long-métrage en 2001 Sia, le rêve du python qui est une adaptation de la pièce de théâtre du mauritanien Moussa Diagana La Légende du Wagadu vue par Sia Yatabéré.
En 2003, il réalise son premier film en numérique haute définition avec des adolescents de Ouagadougou Ouaga saga et en 2004 son premier documentaire avec l’historien Joseph Ki-Zerbo.
En 2015, il réalise en Suède Tant qu’on vit, qui aborde les questions d’identité dans un contexte globalisé.
Dans ses films, Dani Kouyaté s’appuie régulièrement sur les mythes et légendes africaines. Pour Keïta ! L'Héritage du griot, il retrace la vie du fondateur de l’Empire du Mali. Dans Sia, le rêve du python, il s’inspire de la légende soninkée du serpent Bida remontant au VIIe siècle.
En 2025, il signe son retour au Fespaco, avec Katanga, la danse des scorpions. Ce long métrage est une adaptation à l'écran de la tragédie de Macbeth de William Shakespeare. Ce film remporte l'Etalon d'or de Yennenga du FESPACO 2025, le prix le plus important du festival ainsi que le prix Paulin Soumanou Vieyra de la critique africaine. 

## Filmographie
- 2025 : Katanga, la danse des scorpions, étalon d'or FESPACO 2025
- 2016 : Tant Qu'on Vit (long métrage)
- 2013 : Soleils (long métrage)
- 2013 : Femmes, entièrement femmes (docufiction) coréalisé avec Philippe Baqué. Durée 52 min. Mamounata Nikiéma est associée à ce film en tant que productrice exécutive[6]
- 2008 : Souvenirs encombrants d’une femme de ménage (documentaire)
- 2004 : Joseph Ki-Zerbo identités (documentaire, Prix spécial UEMOA TV/ vidéo professionnelle au 19eFestival panafricain du cinéma et de la télévision de Ouagadougou en 2005)
- 2003 : Ouaga saga (long métrage, Prix Graine de Baobab Wamdé 19eFestival panafricain du cinéma et de la télévision de Ouagadougou en 2005)
- 2001 : Sia, le rêve du python (long métrage)
- 1998 : À nous la vie (série télévisée)
- 1995 : Keïta ! L'Héritage du griot (long métrage, Prix Oumarou Ganda de la première œuvre)
- 1989 : Bilakoro (coréalisation avec Issa Traoré de Brahima et Sékou Traoré (court métrage)
- 1991 : Tobbere Kossam (court métrage)
- 1992 : Les Larmes sacrées du crocodile (court métrage)

## Vie privée
Il est père de trois enfants : deux filles et un garçon, et grand-père depuis deux ans.